# Elecciones presidenciales de Estados Unidos de 2024 en Wisconsin
Las elecciones presidenciales de Estados Unidos de 2024 en Wisconsin se llevaron a cabo el 5 de noviembre de 2024, como parte de las elecciones presidenciales de Estados Unidos de 2024. Los votantes de Wisconsin eligieron a los diez electores que los representarían en el Colegio Electoral mediante votación popular.
Wisconsin, parcialmente ubicado en el Cinturón del Óxido, es hoy un estado claramente morado. En 2016, Donald Trump ganó Wisconsin por un estrecho margen del 0,77%, convirtiéndose en el primer republicano desde Reagan en ganar los votos electorales del estado; pero en 2020, el demócrata Joe Biden volvió a poner a Wisconsin en la columna azul por un margen aún más estrecho del 0,63%. Dada la competitiva historia electoral del estado, junto con su inclinación partidista casi uniforme, se consideraba que Wisconsin sería un campo de batalla crucial en 2024, y la mayoría de las principales organizaciones de noticias marcaban al estado como un empate.
El Partido Verde de Wisconsin logró acceder a las urnas después de no presentarse en 2020.

## Resultados

### Generales
| Partido       | Partido       | Candidato                        | Votos     | %      |
| ------------- | ------------- | -------------------------------- | --------- | ------ |
|               | Republicano   | Donald Trump                     | 1,697,626 | 49.60% |
|               | Demócrata     | Kamala Harris                    | 1,668,229 | 48.74% |
|               | Independiente | Robert F. Kennedy Jr. (retirado) | 17,740    | 0.52%  |
|               | Verde         | Jill Stein                       | 12,275    | 0.36%  |
|               | Libertario    | Chase Oliver                     | 10,511    | 0.31%  |
|               | Constitución  | Randall Terry                    | 4,044     | 0.12%  |
|               | Independiente | Cornel West                      | 2,753     | 0.08%  |
|               | Independiente | Claudia De la Cruz               | 2,035     | 0.06%  |
| Escritos      | Escritos      | Escritos                         | 7,705     | 0.23%  |
|               |               |                                  |           |        |
| Total         | Total         | Total                            |           | 100    |
| Participación | Participación | Participación                    | 3,422,918 |        |
| Registrados   |               |                                  |           |        |
|               |               |                                  |           |        |
| Fuente:       |               |                                  |           |        |

### Por condado
|              | Trump Republicano | Trump Republicano | Harris Demócrata | Harris Demócrata | Total | Margen | Margen |
| Condado      | Votos             | %                 | Votos            | %                | Total | Votos  | %      |
| ------------ | ----------------- | ----------------- | ---------------- | ---------------- | ----- | ------ | ------ |
| Adams        |                   |                   |                  |                  |       |        |        |
| Ashland      |                   |                   |                  |                  |       |        |        |
| Barron       |                   |                   |                  |                  |       |        |        |
| Bayfield     |                   |                   |                  |                  |       |        |        |
| Brown        |                   |                   |                  |                  |       |        |        |
| Buffalo      |                   |                   |                  |                  |       |        |        |
| Burnett      |                   |                   |                  |                  |       |        |        |
| Calumet      |                   |                   |                  |                  |       |        |        |
| Chippewa     |                   |                   |                  |                  |       |        |        |
| Clark        |                   |                   |                  |                  |       |        |        |
| Columbia     |                   |                   |                  |                  |       |        |        |
| Crawford     |                   |                   |                  |                  |       |        |        |
| Dane         |                   |                   |                  |                  |       |        |        |
| Dodge        |                   |                   |                  |                  |       |        |        |
| Door         |                   |                   |                  |                  |       |        |        |
| Douglas      |                   |                   |                  |                  |       |        |        |
| Dunn         |                   |                   |                  |                  |       |        |        |
| Eau Claire   |                   |                   |                  |                  |       |        |        |
| Florence     |                   |                   |                  |                  |       |        |        |
| Fond du Lac  |                   |                   |                  |                  |       |        |        |
| Forest       |                   |                   |                  |                  |       |        |        |
| Grant        |                   |                   |                  |                  |       |        |        |
| Green        |                   |                   |                  |                  |       |        |        |
| Green Lake   |                   |                   |                  |                  |       |        |        |
| Iowa         |                   |                   |                  |                  |       |        |        |
| Iron         |                   |                   |                  |                  |       |        |        |
| Jackson      |                   |                   |                  |                  |       |        |        |
| Jefferson    |                   |                   |                  |                  |       |        |        |
| Juneau       |                   |                   |                  |                  |       |        |        |
| Kenosha      |                   |                   |                  |                  |       |        |        |
| Kewaunee     |                   |                   |                  |                  |       |        |        |
| La Crosse    |                   |                   |                  |                  |       |        |        |
| Lafayette    |                   |                   |                  |                  |       |        |        |
| Langlade     |                   |                   |                  |                  |       |        |        |
| Lincoln      |                   |                   |                  |                  |       |        |        |
| Manitowoc    |                   |                   |                  |                  |       |        |        |
| Marathon     |                   |                   |                  |                  |       |        |        |
| Marinette    |                   |                   |                  |                  |       |        |        |
| Marquette    |                   |                   |                  |                  |       |        |        |
| Menominee    |                   |                   |                  |                  |       |        |        |
| Milwaukee    |                   |                   |                  |                  |       |        |        |
| Monroe       |                   |                   |                  |                  |       |        |        |
| Oconto       |                   |                   |                  |                  |       |        |        |
| Oneida       |                   |                   |                  |                  |       |        |        |
| Outagamie    |                   |                   |                  |                  |       |        |        |
| Ozaukee      |                   |                   |                  |                  |       |        |        |
| Pepin        |                   |                   |                  |                  |       |        |        |
| Pierce       |                   |                   |                  |                  |       |        |        |
| Polk         |                   |                   |                  |                  |       |        |        |
| Portage      |                   |                   |                  |                  |       |        |        |
| Price        |                   |                   |                  |                  |       |        |        |
| Racine       |                   |                   |                  |                  |       |        |        |
| Richland     |                   |                   |                  |                  |       |        |        |
| Rock         |                   |                   |                  |                  |       |        |        |
| Rusk         |                   |                   |                  |                  |       |        |        |
| Sainte-Croix |                   |                   |                  |                  |       |        |        |
| Sauk         |                   |                   |                  |                  |       |        |        |
| Sawyer       |                   |                   |                  |                  |       |        |        |
| Shawano      |                   |                   |                  |                  |       |        |        |
| Sheboygan    |                   |                   |                  |                  |       |        |        |
| Taylor       |                   |                   |                  |                  |       |        |        |
| Trempealeau  |                   |                   |                  |                  |       |        |        |
| Vernon       |                   |                   |                  |                  |       |        |        |
| Vilas        |                   |                   |                  |                  |       |        |        |
| Walworth     |                   |                   |                  |                  |       |        |        |
| Washburn     |                   |                   |                  |                  |       |        |        |
| Washington   |                   |                   |                  |                  |       |        |        |
| Waukesha     |                   |                   |                  |                  |       |        |        |
| Waupaca      |                   |                   |                  |                  |       |        |        |
| Waushara     |                   |                   |                  |                  |       |        |        |
| Winnebago    |                   |                   |                  |                  |       |        |        |
| Wood         |                   |                   |                  |                  |       |        |        |